# Acrolophus hedemanni
Acrolophus hedemanni är en fjärilsart som beskrevs av Walsingham 1891. Acrolophus hedemanni ingår i släktet Acrolophus och familjen Acrolophidae. Inga underarter finns listade i Catalogue of Life.